# Ermita de San Quirce de Durro
La ermita de San Quirce (en catalán: ermita de Sant Quirc) se encuentra en la localidad española de Durro dentro del valle de Bohí, en la provincia de Lérida, Cataluña. Está emplazada muy cerca de la iglesia, a una altitud de 1498 m, cuyo acceso es fácil a través de una pista forestal. Desde este lugar se observa una panorámica del valle cerrado a lo lejos por el macizo de Coma-lo-Formo y los dos Besiberri (norte y sur). Una senda accede hasta el pequeño lago de Durro a 2250 m, pasando por el Barranco de Freixa y el arroyo de Mulleres.
En 1992, fue declarada Bien de Interés Cultural y, en el 2000, Patrimonio de la Humanidad por la Unesco dentro del conjunto de las Iglesias románicas catalanas del Valle de Bohí.

## El edificio

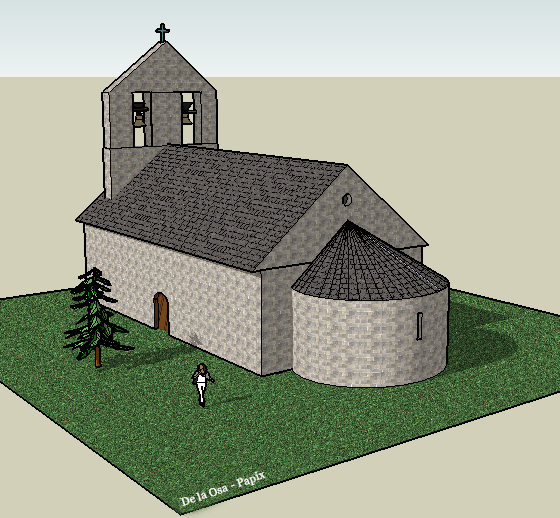
Lado del ábside

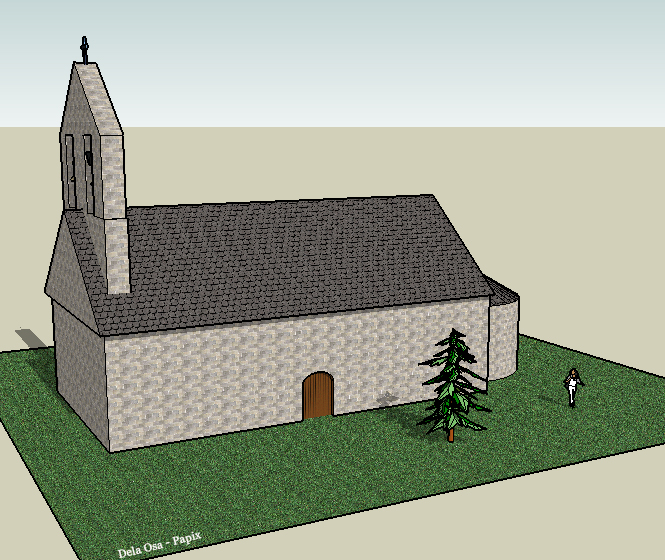
Lado E-W

La planta es de una sola nave cerrada con bóveda de cañón, que termina en un ábside con bóveda de tambor. En todo el edificio sólo se abren tres vanos: una ventana en forma de aspillera en el centro del ábside, un óculo pequeño en ese mismo lugar y otra ventanita en la fachada de los pies. La puerta de acceso (situada en la fachada sur) es un arco de medio punto con dovelas muy toscas. En restauraciones posteriores se le añadió una espadaña.
La iglesia tuvo en su origen un altar románico decorado con pintura sobre tabla, dedicado a Santa Julita y San Quirce, obra muy valiosa que se conserva en el Museo Nacional de Arte de Cataluña.

### Frente del altar románico
Está todo él decorado con pintura sobre tabla, que recuerda las pinturas de las iglesias de Tahull y Bohí; presenta también alguna analogía con los frescos de Santa María de Valencia de Aneu. Las figuras de las distintas escenas son muy estilizadas y expresivas. Se trata de una narración sobre el martirio de Santa Julita y su hijo San Quirce.
La santa ocupa un lugar preferente en el centro del frontal, enmarcada en mandorla y con su hijo en brazos. Ambos personajes van nimbados. En los costados y junto a la mandorla el espacio está dividido en cuatro escenas, dos a cada lado. Arriba a la izquierda, dos verdugos proceden a cortar con una sierra el cuerpo de Santa  Julita desnudo de cintura para arriba. La lectura sigue al otro lado de la mandorla, arriba a la derecha donde los verdugos tratan de clavar en la cabeza de la santa unos clavos con la ayuda de sendos martillos muy bien dibujados.

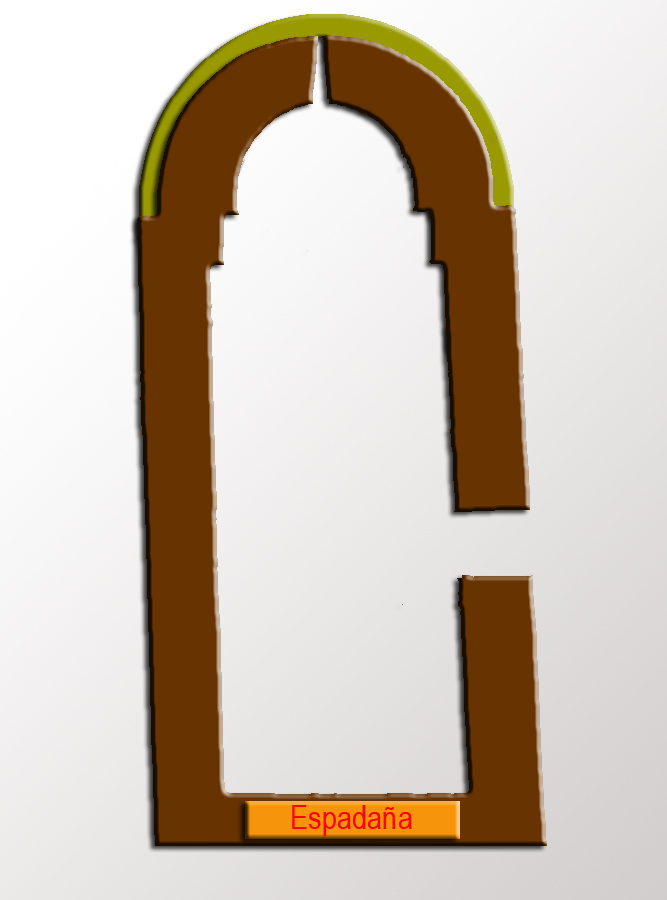
Planta

El episodio continúa en el recuadro de abajo; los mismos verdugos dan golpes con sus espadas al cuerpo de Santa Julita que resiste de pie presentando diversas heridas. Finalmente el recuadro de la izquierda, abajo, presenta la escena de Santa Julita y su hijo dentro del caldero hirviendo mientras las estilizadas figuras de los verdugos tratan de sujetarles con sus espadas. El marco del frontal está decorado con motivos geométricos y vegetales.